# Vertalersschool van Toledo

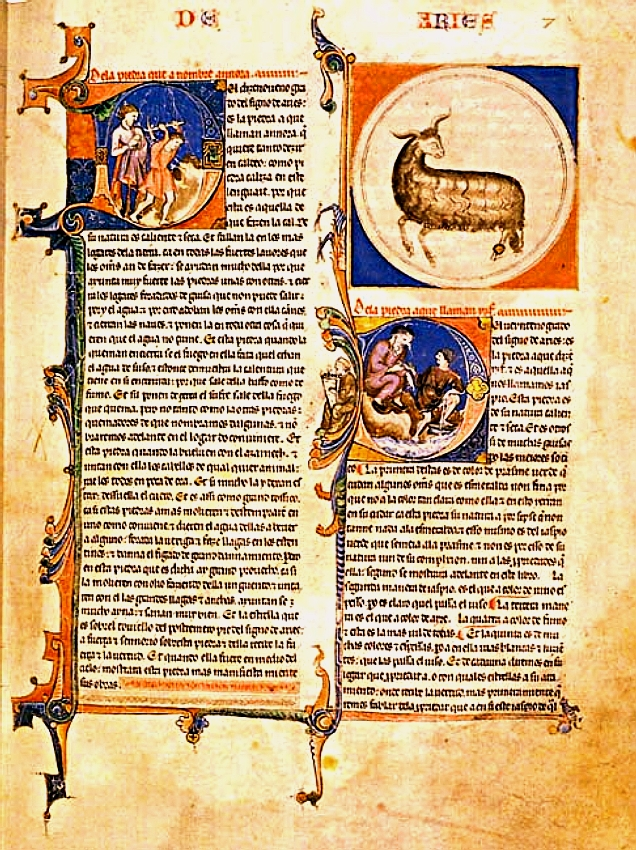
Een pagina van de Lapidario, ca. 1250

De Vertalersschool van Toledo (Spaans: Escuela de Traductores de Toledo) of School van Toledo verwijst naar een groep geleerden die in de 12e en 13e eeuw in de stad Toledo werkten om veel van de islamitische filosofie en wetenschappelijke werken uit klassiek Arabisch te vertalen. Men vertaalde ook werken uit het Hebreeuws en Oudgrieks. In de 12e eeuw werd vertaald naar Middeleeuws Latijn; in de 13e eeuw vertaalde men naar Oud-Spaans.

## Geschiedenis
Raymond van Toledo, aartsbisschop van Toledo van 1126 tot 1151, begon met de eerste vertalingen in de bibliotheek van de kathedraal van Toledo, waar hij een team vertalers leidde dat bestond uit Mozarabische Toledanen, joodse geleerden, Madrassaleraren en monniken van de orde van Cluny. Ze vertaalden vele  filosofische en religieuze werken, meestal uit het Arabisch, Hebreeuws en Oudgrieks naar het Latijn.
In de decennia na de dood van aartsbisschop Raymond nam de vertaalactiviteit in Toledo aanzienlijk af. In de 13e eeuw werd Toledo onder koning Alfonso X van Castilië nog belangrijker als centrum voor vertalingen en de productie van originele wetenschappelijke werken. De vertalers werkten niet langer met Latijn als eindtaal, maar vertaalden ze naar het Oud-Spaans. Dit resulteerde in het leggen van de basis voor een eerste standaard van de Spaanse taal, die uiteindelijk twee variëteiten ontwikkelde, een uit Toledo en een uit Sevilla.
Na de dood van Alfonso ontmantelde zijn opvolger  Sancho IV van Castilië het grootste deel van het team van vertalers. Veel vertalers gingen zich op ander werk richten of verlieten de stad Toledo. 

## Bekende vertalers
Tot de vertalersschool worden gerekend:
- Johannes Hispalensis (actief tussen 1136 en 1155)
- Domingo Gundisalvo (actief tussen 1150 en 1190)
- Gerard van Cremona (actief tussen 1150 en 1187), de meest productieve van allemaal, maar die nooit andere vertalers vermeldt.
- Marcos van Toledo (actief tussen 1180 en 1213)
- Michael Scot (actief tussen 1214 en 1219)
- Salio van Padua (actief in 1218)
- Hermannus Alemannus (actief 1240-1256)
- Petrus Toletanus[1]

Ook de volgende mensen zouden er vertaald hebben:
- Rudolf van Brugge (actief in 1144)